# کارمن لوانا
کارمن لُوانا (در انگلیسی: Carmen Luvana) نام یکی از هنرپیشگان فیلم‌های پورنوی آمریکایی است که دارای شهرتی جهانی می‌باشد.

## زندگی‌نامه
کارمن لُوانا در منطقه بروکلین در شهر نیویورک از خانواده‌ای پورتوریکویی متولد شد. در سن پنج سالگی خانواده‌اش به همراه وی به کشور پورتوریکو بازگشتند. وی نهایتاً در سن ۱۸ سالگی به آمریکا بازگشت و به عنوان «رقصنده برهنه» در یکی از کلوپ‌های استریپ‌تیز در شهر میامی در ایالت فلوریدا به رقصندگی مشغول شد.
کارمن لُوانا در سال ۲۰۰۱ میلادی به صنعت پورن وارد شد. اولین ظهور وی در فیلم‌های پورنو در فیلم تازه‌کاران کثیف بیشتری ۲۱۱ (More Dirty Debutantes #211) بود. وی پس ازآن سریعاً به استخدام شرکت دیجیتال سین درآمد اما در فوریه سال ۲۰۰۳ میلادی با کمپانی آدام و حوا برای الگوبرداری و شبیه‌سازی از مهبل وی برای آلت مصنوعی زنانه قرارداد بست.
وی در همان ابتدای ورود به صنعت هرزه‌نگاری، از داشتن سکس مقعدی در جلوی دوربین فیلمبرداری خودداری کرد. اما پس از علاقه‌مندی به داشتن سکس مقعدی در زندگی خصوصی‌اش، با داشتن سکس مقعدی در جلوی دوربین مخالفتی نکرد. اولین صحنه سکس مقعدی وی در یک فیلم پورنو به فیلم منشی تمام عیار (The Perfect Secretary) بازمی‌گردد.
در تاریخ ۱۵ ژوئن ۲۰۰۶ کارمن جایزه هوارد استرن با عنوان ملکه زیبایی پورن از آن خود کرد. رقبای وی برای تصاحب لقب «ملکه زیبایی پورن در سال ۲۰۰۶» عبارت بودند از ستاره‌های پورنویی همچون تایلور وین و تارین تامس.
وی هم‌اکنون ساکن ایالت فلوریدای آمریکا است و تنها برای فیلمبرداری فیلم‌های پورنو به نقاط مختلف آمریکا پرواز می‌کند.

## جوایز
- ۲۰۰۲ Adam Film World Best New Starlet[نیازمند منبع]
- ۲۰۰۲ CAVR Best New Starlet[نیازمند منبع]
- ۲۰۰۲ XRCO Award: Best New Starlet[۵]
- ۲۰۰۳ Night Moves Best New Starlet[۶]
- ۲۰۰۳ XRCO Award Best Girl-Girl Scene (with جینا جیمسون)[۷]
- ۲۰۰۴ Hottest Ksex Jockey "Naked" Listeners Choice Award Ksex radio[۸]
- ۲۰۰۶ Fans of Adult Media and Entertainment Awards for Favorite Oral Starlet[۹]